# 크리스 옌
크리스 옌(Chris Yen, 1974년 8월 4일 ~ )은 미국의 영화배우, 텔레비전 배우이다.
영국령 홍콩에서 태어났다.

## 영화
- 기브 엠 헬, 말론 (2009년)
- 굿 데이 투 비 블랙 & 섹시 (2008년)
- 견습흑매괴 (2004년)